# 2312 Duboshin
2312 Duboshin eller 1976 GU2 är en asteroid i huvudbältet som upptäcktes den 1 april 1976 av den rysk-sovjetiske astronomen Nikolaj Tjernych vid Krims astrofysiska observatorium på Krim. Den har fått sitt namn efter astronomen Georgij Nikolaevich Duboshin.
Asteroiden har en diameter på ungefär 50 kilometer och den tillhör asteroidgruppen Hilda.